# Soufanieh
Soufanieh (arabe : اﻟﺻوﻓﺎﻧﯾﺔ) est une ville de la banlieue de Damas en Syrie.